# Altofonte
Altofonte (U Parcu in siciliano) è un comune italiano di 9 711 abitanti della città metropolitana di Palermo in Sicilia.

## Geografia fisica

### Territorio
Non molto distante dal capoluogo, circa 12 km, è situato alle pendici del monte Moarda, 1088 m alla punta Terzo Cielo e 1090 m alla punta Settimo Cielo la più occidentale e si affaccia sulla vallata chiamata "Conca d'Oro". Prevalentemente collinare, il territorio si presta bene alla coltivazione estensiva di olivi e alberi da frutto come nespole, ciliegie ed agrumi. Sul territorio è presente un affluente del fiume Oreto; è possibile osservare il torrente nei pressi di Via Piano Modicano, Via IV Novembre e in prossimità del campo sportivo "Don Pino Puglisi".

### Clima
L'inverno ad Altofonte è molto mite: le minime di gennaio e febbraio si attestano intorno ai 9/10 gradi, le massime sui 14/15. L'estate è generalmente calda, ma ventilata, sebbene le temperature possano raggiungere anche i 40 °C.
| ALTOFONTE                  | Mesi  | Mesi  | Mesi  | Mesi  | Mesi   | Mesi   | Mesi   | Mesi   | Mesi   | Mesi  | Mesi  | Mesi  | Stagioni | Stagioni | Stagioni | Stagioni | Anno  |
| ALTOFONTE                  | Gen   | Feb   | Mar   | Apr   | Mag    | Giu    | Lug    | Ago    | Set    | Ott   | Nov   | Dic   | Inv      | Pri      | Est      | Aut      | Anno  |
| -------------------------- | ----- | ----- | ----- | ----- | ------ | ------ | ------ | ------ | ------ | ----- | ----- | ----- | -------- | -------- | -------- | -------- | ----- |
| T. max. media (°C)         | 15,0  | 15,1  | 16,1  | 18,4  | 22,0   | 25,1   | 28,3   | 29,0   | 27,0   | 23,0  | 19,3  | 16,0  | 15,4     | 18,8     | 27,5     | 23,1     | 21,2  |
| T. min. media (°C)         | 10,2  | 10,1  | 11,0  | 13,0  | 16,0   | 20,0   | 23,0   | 24,0   | 22,0   | 18,0  | 14,3  | 12,0  | 10,8     | 13,3     | 22,3     | 18,1     | 16,1  |
| Precipitazioni (mm)        | 71,6  | 65,4  | 59,5  | 44,1  | 25,5   | 12,2   | 5,1    | 13,3   | 41,5   | 98,0  | 94,3  | 80,0  | 217,0    | 129,1    | 30,6     | 233,8    | 610,5 |
| Giorni di pioggia          | 9,7   | 10,0  | 8,7   | 6,1   | 3,2    | 1,6    | 0,8    | 1,6    | 4,1    | 8,3   | 9,4   | 10,8  | 30,5     | 18,0     | 4,0      | 21,8     | 74,3  |
| Umidità relativa media (%) | 73    | 73    | 72    | 72    | 72     | 72     | 71     | 69     | 71     | 72    | 71    | 73    | 73       | 72       | 70,7     | 71,3     | 71,8  |
| Vento (direzione-m/s)      | S 6,2 | S 6,3 | S 5,9 | W 5,6 | NE 4,8 | NE 4,5 | NE 4,4 | NE 4,5 | NE 4,6 | S 5,0 | S 6,0 | S 6,4 | 6,3      | 5,4      | 4,5      | 5,2      | 5,4   |

## Storia
Il centro del comune è ricordato per essere stato residenza e centro di caccia del re di Sicilia Ruggero II, e da ciò prese il nome di Parco (Parcu) e poi cambiato in Altofonte con regio decreto del 26 febbraio 1930, come riferimento all'abbondanza di acque presenti nel territorio. Il palazzo Ruggeriano, nato come palazzo reale, è situato in un luogo caratterizzato da un paesaggio montuoso, ricco di acque e di selvaggina. Successivamente, accanto al palazzo fu costruita nel 1307, da Federico II d'Aragona un'abbazia per i monaci cistercensi, poi nel 1633, nella chiesa Madre del paese ad opera dell'abate cardinale Scipione Borghese. Dalla seconda metà del Seicento nacque un agglomerato abitativo, con il conseguente formarsi del comune di Parcu agli inizi dell'Ottocento, come ci testimonia il Questionario posto con circolare del 28 settembre 1829. Giuseppe Garibaldi pernottò per una notte nel 1860 nel "Palazzo Vernaci", durante il suo viaggio per l'unificazione dell'Italia. Il nome Parco o S.M. D'Altofonte è già presente nella cartografia del geografo francese Guillaume Delisle del 1717. Il 13 dicembre 1957, in seguito a forti venti, crollò una parte del collegio delle suore di Maria, usato come scuola materna. Morirono 8 bambine, una suora, una mamma e i feriti furono una decina. Il comune rese omaggio alle vittime con la statua posta nel cimitero comunale, a perenne ricordo della tragedia, creando uno spazio ricreativo per bambini sul Monte Calvario noto oggi come "Parco Robinson".
La notte tra il 29 e il 30 agosto 2020 un devastante incendio doloso ha distrutto larga parte del bosco secolare del Monte Moarda (o Moharda), particolarmente apprezzato dai residenti. Le fiamme hanno provocato anche ingenti danni nelle zone abitate limitrofe al bosco e si sono spinte fino al territorio di Piana degli Albanesi.

### Simboli
Lo stemma del comune di Altofonte è stato riconosciuto con decreto del capo del governo del 3 ottobre 1932.
In campo azzurro è disegnato il monogramma del nome Altofonte d'oro.
Il gonfalone è un drappo partito di giallo e di azzurro.

## Monumenti e luoghi d'interesse

### Architetture religiose
Il paese presenta numerose chiese, tra le quali:
- Chiesa di Santa Maria. Edificata nel 1633 dall'abate Scipione Borghese, possiede una struttura ad aula, con volte a botte ed altari laterali in stile settecentesco. Tra essi, quelli più interessanti, sono dedicati a Sant'Anna (terzo altare a destra) e all'Addolorata (terzo altare a sinistra);
- Abbazia dell'Annunciazione della Vergine dell'Ordine cistercense, adiacente al duomo. Complesso monastico fondato nel 1307 per volontà di Federico III di Sicilia per commemorare la pace di Caltabellotta del 1302. Il sovrano assegna come grancia la chiesa di San Giorgio in Kemonia.[8]
- Chiesa di San Michele Arcangelo, eretta nella prima metà del XII secolo;
- Chiesetta di S. Antoninello eretta agli inizi del XVIII secolo;
- Chiesa di S. Antonino, edificata nel 1653 dal sacerdote Giacomo Trovato.

### Architetture civili

#### Palazzi
- Palazzo Reale e Cappella
- Palazzo Vernaci (palazzo principesco dove soggiornò Garibaldi e divenne inizialmente il suo quartier generale)
- Palazzo Orestano, situato nelle campagne di Altofonte, era una vecchia dimora estiva della famiglia degli Orestano. Al giorno d'oggi, pericolante, è caduta nell'oblio e nell'incuria. Al suo interno è comunque possibile notare numerosi affreschi sulle pareti e riconoscere alcuni ambienti della casa.

#### Fontane
- Fontana Impero, edificata nel 1884
- Fontana Borghese, edificata nel 1600 dall'abate Scipione Borghese;
- Fontana Borbonica, edificata nel 1794 per volere di re Ferdinando III.

NB: numerose fontane minori sono presenti sul territorio altofontino, alcune ancora oggi operative ed altre chiuse dalla municipalità nel corso degli anni.

### Aree naturali
- Parco itinerante della Moarda, situato alle spalle del comune.
- Parco Robinson, sito sul monte Calvario, è luogo di divertimento per i bambini del luogo, ma poco sfruttato per via della distanza dal centro abitato.

#### Sorgenti
- Fontana Grande, situata all'interno del paese, è la principale risorsa d'acqua di tutto il territorio;
- Fontana Rossa, la seconda risorsa idrica del paese.

## Società

### Evoluzione demografica
Abitanti censiti

### Istituzioni, enti e associazioni
Altofonte ha associazioni religiose che risalgono ad un periodo compreso tra il Seicento e la metà del Settecento. Durante il periodo pre o post pasquale, la Pro Loco di Altofonte ed altre Associazioni, organizzavano la Passione e la Via Crucis, rappresentante gli ultimi giorni di vita del Cristo. La rappresentazione avveniva per le vie del paese e infine su per il vicino Monte Calvario.
Stessa sorte ha subito la cosiddetta "Mostra Mercato dei prodotti artigianali e dell'Olio Nuovo del Parco", sospesa.

## Cultura

### Cinema
Nel comune di Altofonte sono state girate alcune scene del film Il muro di gomma di Marco Risi. Però nel film non figura il nome della cittadina, bensì quello di un altro comune calabrese (Castelsilano) dove, per motivi scenici, non è stato possibile girare. È possibile osservare due inquadrature nella pellicola di Risi: quella iniziale, al minuto 80' circa, che riprende il cimitero comunale di Altofonte e la successiva, al minuto 82' circa, in cui si scorge la piazza Falcone e Borsellino Magistrati ed il palazzo municipale.

### Radio
- Radio Show
- Radio Altofonte Centrale (emittente non più attiva)
- Radio Altofonte International (emittente non più attiva)

## Economia
L'economia è basata soprattutto sull'agricoltura e sull'artigianato. Rilevante è il settore agricolo per la produzione di agrumi, uva, olive, mandorle e frutta. Si produce olio extravergine d'oliva molto pregiato. A quest'ultimo veniva dedicata ogni anno la "Sagra dell'olio" che si svolgeva tra novembre e dicembre. La maggior parte dei lavoratori di Altofonte è occupata in altre attività soprattutto nel settore secondario e terziario: l'artigianato, le imprese edili ed il piccolo commercio. Per le maestranze locali, una volta soprattutto, esistevano gli artigiani che soddisfacevano i beni di prima necessità tra cui fornai, bottegai, sarti, falegnami, fabbri, ferrai, ciabattini, carbonai ecc.

## Infrastrutture e trasporti
Grazie ad uno svincolo sulla SS 624 Altofonte è facilmente raggiungibile da Palermo.
Fino agli anni trenta il comune era dotato di una propria stazione ferroviaria (collocata in Via Case Stazione, poco lontana dal campetto di calcio), facente parte della vecchia linea ferroviaria a scartamento ridotto che, dalla Stazione di Palermo Lolli, giungeva fino a Camporeale, mai entrata in funzione poiché con la caduta del Fascismo non fu mai conclusa la posa dei binari. Oggi, la cosiddetta "Linea Ferrata", trasformata in strada a doppio senso, unisce Altofonte con alcuni comuni limitrofi.
La cosiddetta SP 18, interrotta a causa di uno smottamento accorso nell'aprile del 2013 in seguito ad un violento nubifragio, nella primavera del 2015 è stata ripristinata ed aperta al traffico veicolare, garantendo un percorso alternativo e più veloce alla SS 624 per raggiungere il comune montano di Piana degli Albanesi e gli altri limitrofi.
Attualmente il comune è servito da tre diverse compagnie di trasporti urbani su gomma: AST e AMAT che collegano rispettivamente Altofonte, la frazione di Piano Maglio con Palermo la prima; Piano Maglio, Villagrazia e la stazione centrale di Palermo la seconda. Invece le Autolinee Giordano collegano Altofonte con Monreale.

## Amministrazione
Di seguito è presentata una tabella relativa alle amministrazioni che si sono succedute in questo comune.
| Periodo          | Periodo          | Primo cittadino      | Partito              | Carica  | Note   |
| ---------------- | ---------------- | -------------------- | -------------------- | ------- | ------ |
| 20 giugno 1988   | 7 giugno 1993    | Giuseppe Castellese  | Democrazia Cristiana | Sindaco | [ 10 ] |
| 7 giugno 1993    | 1º dicembre 1997 | Vincenzo Di Girolamo | lista civica         | Sindaco | [ 10 ] |
| 1º dicembre 1997 | 28 maggio 2002   | Salvatore Corsale    | Polo per le Libertà  | Sindaco | [ 10 ] |
| 28 maggio 2002   | 15 maggio 2007   | Vincenzo Di Girolamo | lista civica         | Sindaco | [ 10 ] |
| 15 maggio 2007   | 7 maggio 2012    | Vincenzo Di Girolamo | centro-sinistra      | Sindaco | [ 10 ] |
| 10 maggio 2012   | 11 giugno 2017   | Antonino Di Matteo   |                      | Sindaco | [ 10 ] |
| 11 giugno 2017   | in carica        | Angelina De Luca     | Lista Civica         | Sindaco | [ 10 ] |

## Sport

### Impianti sportivi
- Campo sportivo "Don Pino Puglisi", situato nella zona di Piano Maglio, fu costruito in occasione dei mondiali di calcio del 1990 e fu sede di allenamento di svariate nazionali. Ospita le partite casalinghe dell'ASD Altofonte Football Club che nella stagione 2017-2018 milita nel campionato di Promozione.
- Ex campo sportivo "Recupero Bruno", un tempo vecchio stadio comunale, oggi è in stato di abbandono nonostante l'affluenza dei ragazzi del luogo.
- Palazzetto dello Sport "Gen. Goffredo Canino", altrimenti noto come PalaCanino, è situato a pochi metri dal campo sportivo Puglisi ed ospita le partite casalinghe dell'ASD Futsal Altofonte, Atletico Monreale calcio a 5 e delle squadre di volley del luogo.

## Galleria d'immagini

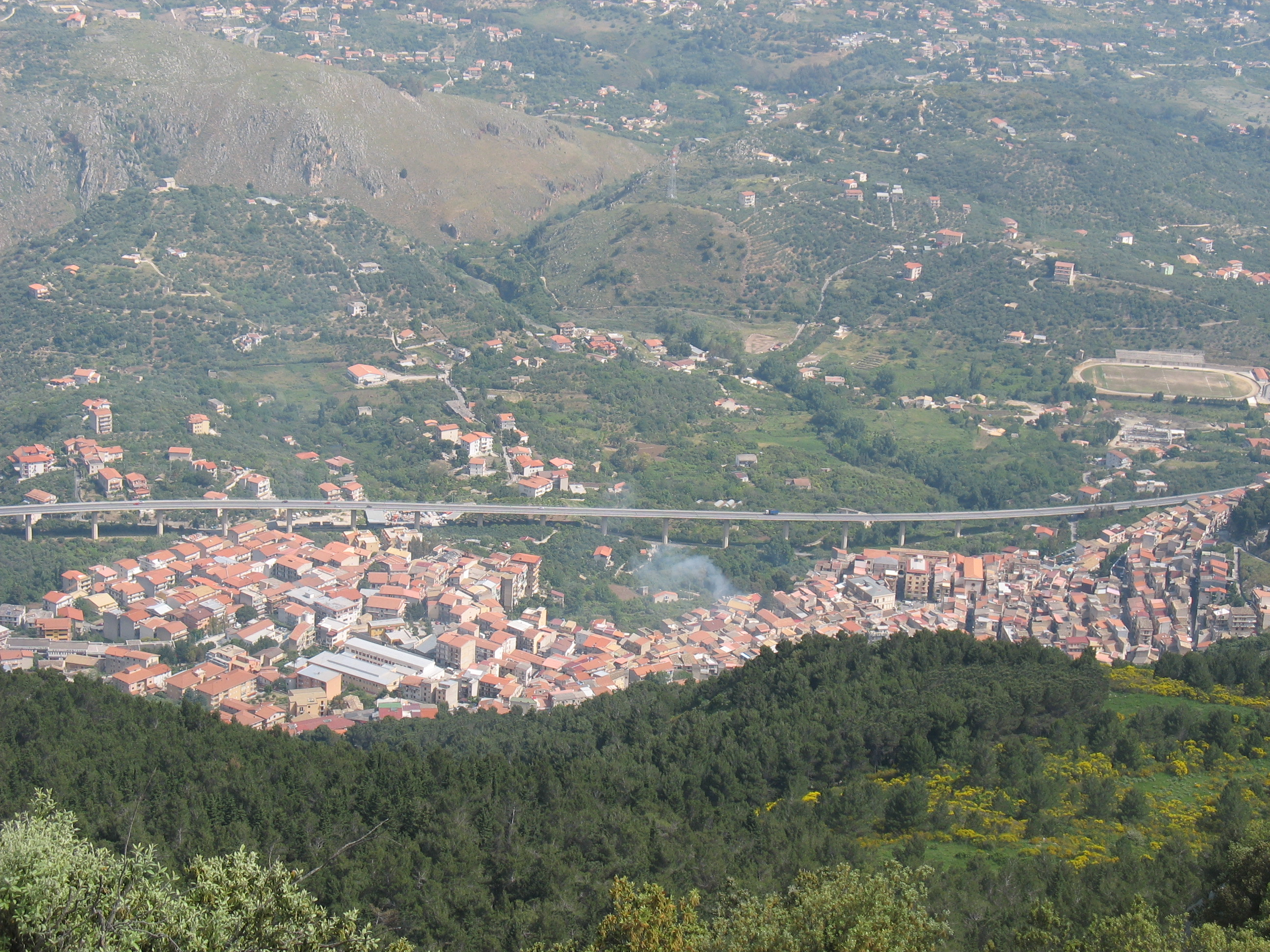
Altofonte fotografato dal sovrastante Monte Moarda, prima dell'incendio del 29 agosto 2020.
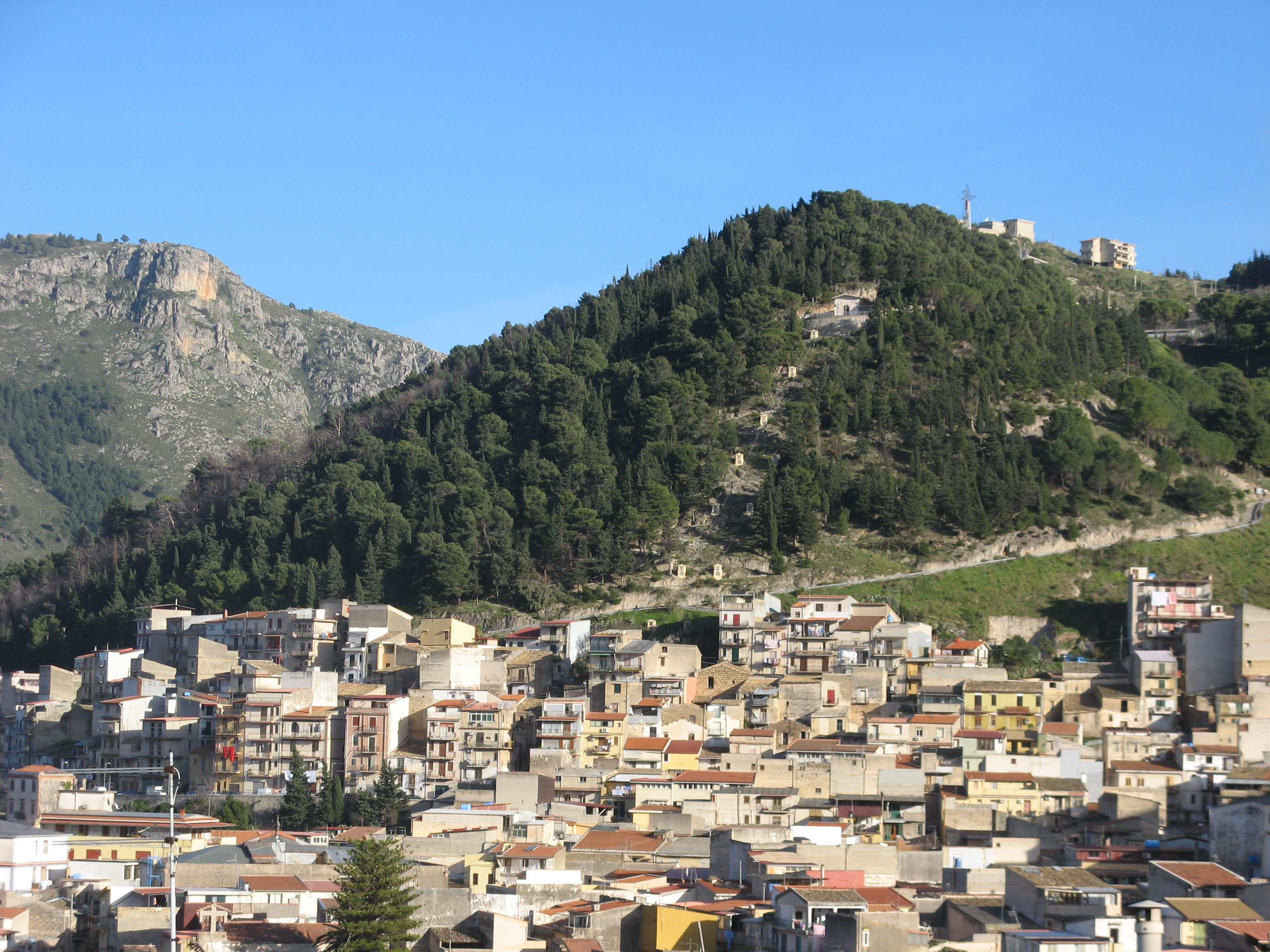
Il Monte Calvario e alle sue pendici Altofonte
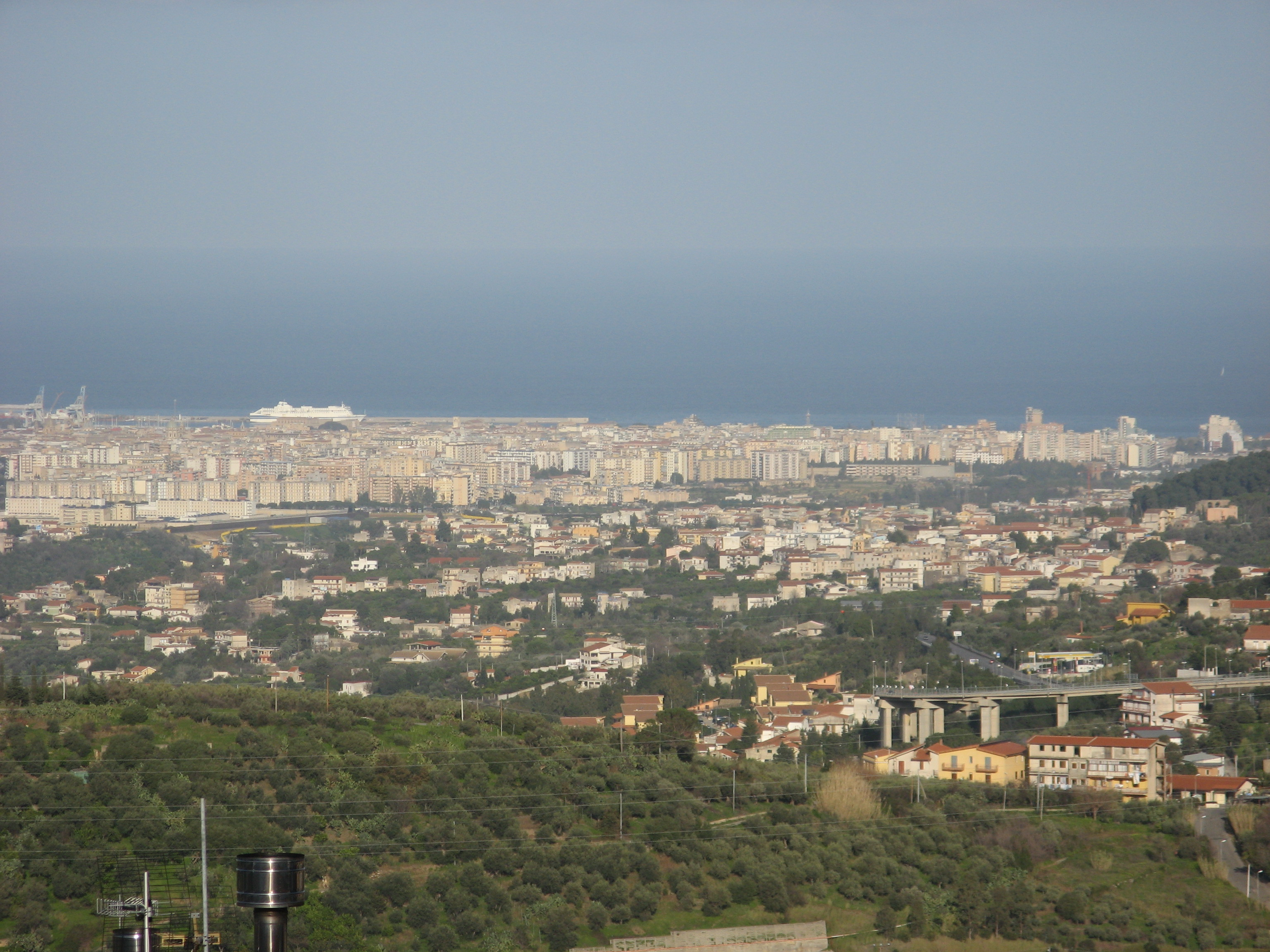
Il capoluogo siciliano visto da Altofonte